# Джексон, Роберт
Роберт Хьюаут Джексон (англ. Robert Houghwout Jackson, 13 февраля 1892 года — 9 октября 1954 года) — Генеральный прокурор (1940—1941) и судья Верховного суда США (1941—1954), главный обвинитель от США на Нюрнбергском процессе.

## Биография
Родился в Спринг Крик (округ Уоррен, Пенсильвания), окончил школу во Фрюсбурге (штат Нью-Йорк). В 18 лет он начал работать помощником юриста в Джеймстауне до 1913 года с перерывом на год, когда он посещал занятия в школе права в Олбани (штат Нью-Йорк). В 21 год Джексон сдал экзамен на адвоката и начал заниматься самостоятельной практикой. В течение следующих двадцати лет он сделал успешную карьеру адвоката.
В 1934 году перешёл на гражданскую службу и был назначен советником в Бюро внутренних доходов Министерства финансов США (сейчас — Служба внутренних доходов). Через два года Джексон стал помощником Генерального прокурора США и возглавил налоговое управление Министерства юстиции, а ещё через год — антимонопольное управление. В 1938 году Джексон стал генеральным солиситором. Во время службы в министерстве юстиции Джексон участвовал в нескольких делах, которые приобрели широкую известность во время Нового курса Рузвельта, в частности в деле бывшего министра финансов Эндрю Мэллона, который обвинялся в уходе от налогов, и антимонопольном деле против компании Alcoa. В 1940 году Рузвельт назначил политика на пост Генерального прокурора (одновременно глава Министерства юстиции), но уже в следующем году Джексон занял освободившееся место судьи Верховного суда.
Был одним из самых авторитетных судей своего времени. Решения, написанные Джексоном, и его особые мнения в последующем часто цитировались судами. Среди дел, решение по которым было составлено Джексоном, можно отметить Департамент образования Западной Вирджинии против Барнетта (было признано неконституционным правило, обязывающее учащихся отдавать честь американскому флагу). Будущий председатель Верховного суда в 1986-2005 годах Уильям Ренквист в начале 1950-х работал клерком у Джексона.
В 1945 году Трумэн назначил Джексона представителем США на будущем процессе над нацистскими военными преступниками. Джексон участвовал в написании устава Международного военного трибунала, а затем был главным обвинителем от США на Нюрнбергском процессе (помощник Томас Додд).
Роберт Джексон умер от инфаркта миокарда 9 октября 1954 года в возрасте 62 лет, вскоре после вынесения решения по эпохальному для США делу Браун против Совета по образованию (Верховный суд признал незаконным сегрегацию в школах), в принятии которого он сыграл важную роль.